# Terry Pendleton
Terry Lee Pendleton (ur. 16 lipca 1960) – amerykański baseballista, który występował na pozycji trzeciobazowego przez 15 sezonów w Major League Baseball.

## Przebieg kariery
Pendleton studiował na California State University, gdzie w latach 1981–1982 grał w drużynie uniwersyteckiej Fresno State Bulldogs. W 1982 został wybrany w siódmej rundzie draftu przez St. Louis Cardinals i początkowo występował w klubach farmerskich tego zespołu, między innymi w Louisville Redbirds, reprezentującym poziom Triple-A. W MLB zadebiutował 18 lipca 1984 w meczu przeciwko San Francisco Giants, w którym zaliczył trzy uderzenia, RBI i zdobył runa. W sezonie 1987 po raz pierwszy otrzymał Złotą Rękawicę.
W grudniu 1990 jako wolny agent podpisał kontrakt z Atlanta Braves. W 1991 mając między innymi najlepszą w National League średnią uderzeń (0,319) i zaliczając najwięcej uderzeń (187), został wybrany najbardziej wartościowym zawodnikiem. Rok później wystąpił w Meczu Gwiazd, a w głosowaniu do nagrody MVP National League zajął 2. miejsce za Barrym Bondsem, będącego wówczas zawodnikiem Pittsburgh Pirates. Grał jeszcze w Florida Marlins, ponownie w Atlanta Braves, Cincinnati Reds i Kansas City Royals, w którym zakończył karierę zawodniczą.
W latach 2002–2010 był trenerem pałkarzy w Atlanta Braves. W latach 2010–2016 był trenerem pierwszej bazy w Braves. 18 maja 2016, dzień po zwolnieniu z funkcji menadżera tego zespołu Frediego Gonzáleza, Pendleton został asystentem, obejmującego tymczasowo tę funkcję Briana Snitkera.

## Nagrody i wyróżnienia
| Nagroda/wyróżnienie | Lata             | Źródło |
| MVP National League | 1991             | [ 7 ]  |
| All-Star            | 1992             | [ 4 ]  |
| 3× Gold Glove Award | 1987, 1989, 1992 | [ 6 ]  |